# Canhão sem recuo M40
O canhão sem recuo M40 é um canhão não-portátil de 105mm e de uso coletivo fabricado nos Estados Unidos. Projetado principalmente como uma arma antitanque, ele também poderia ser empregado em uma função antipessoal com o uso de uma munição antipessoal traçante de flechette. A alma do cano foi comumente descrita como sendo calibre 106mm, mas na verdade é 105mm; a designação de 106mm foi concebida para evitar confusão com a munição incompatível de 105mm do fracassado M27. O canhão de tiro único, refrigerado a ar e carregado pela culatra, disparava munição fixa e era usado principalmente em uma montagem terrestre com rodas ou em uma montagem terrestre M92. Ele foi projetado apenas para disparo direto, e o equipamento de mira para esse propósito foi fornecido com cada arma, incluindo uma arma de observação M8C em calibre .50.
Substituindo o canhão sem recuo M27, o M40 entrou em ação principalmente durante a Guerra do Vietnã e foi amplamente utilizado durante vários conflitos posteriores na África ou no Oriente Médio. Foi substituído pelo sistema de mísseis antitanque BGM-71 TOW nas Forças Armadas dos EUA.

## História do projeto
O antigo canhão sem recuo M27 foi uma arma de 105mm desenvolvida no início da década de 1950 e usada na Guerra da Coreia. Embora um canhão sem recuo desse calibre fosse um conceito desde a Segunda Guerra Mundial, a arma foi produzida às pressas com o início da Guerra da Coreia. A velocidade com que foi desenvolvido e colocado em campo resultou em problemas de confiabilidade causados por munhões montados muito atrás. O M27 também foi considerado muito pesado pelo Exército dos EUA e teve um alcance efetivo decepcionante devido à falta de uma arma de observação. Tomando o M27 como base para um novo projeto, o Exército desenvolveu uma versão melhorada do M27 que foi designada como "canhão sem recuo M40 de 106mm" em 1955. Embora inadequados para fins militares, os canhões sem recuo M27 foram usados para desencadear avalanches controladas em estações de esqui e passagens de montanha nos Estados Unidos.

## Descrição

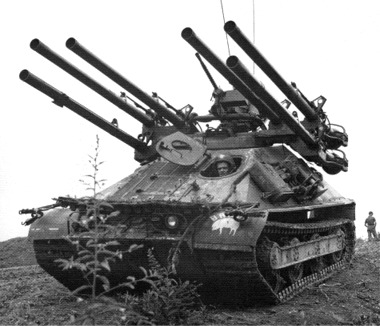
Ontos M50A1 com seis canhões sem recuo M40A1 de 105mm.

O M40 tem o formato de um tubo longo com um arma de observação M8C em calibre .50 acima. A arma de observação dispara uma munição cuja trajetória corresponde muito à da munição de 105mm e emite uma baforada de fumaça ao atingir o alvo. No lado esquerdo, há uma roda de elevação, no centro da qual está a roda do gatilho usada para ajustar a elevação e, ao mesmo tempo, disparar a arma de observação quando puxada, e a arma quando empurrada. A montagem é um tripé, mas a perna dianteira tem uma roda giratória. No topo do suporte há uma roda transversal. No centro da roda transversal há uma roda de trancamento. Quando a roda está abaixada, o canhão fica travado na rotação e só pode ser movido para a direita e para a esquerda com a roda transversal. Quando a roda é levantada, o canhão pode ser movimentado manualmente. A Áustria produziu uma montagem de duas rodas para o M40.
Todo o suporte pode ser colocado em um Jipe M151 para uso móvel. Também foi montado em no transporte blindado M113, nos automóveis UMM 4x4, Jonga,  Fath Safir,  Land Rover Defender, Tiuna, Al Jawad, e Mercedes-Benz G-Wagen, Toyota Land Cruiser; nos jipes Hotchkiss M201, Jeep CJ, Willys M38, HMMWV; e na mula mecânica M274.  Eles também foram usados em caça-minas da Marinha dos EUA durante a Operação Market Time no Vietnã.
Um veículo especial chamado Ontos transportava seis M40. O número de 297 veículos M50 "Ontos" foram construídos como veículos antitanque blindados leves autopropulsados.  Eles tinham seis canhões sem recuo M40 de 105mm como armamento principal, que podiam ser disparados em rápida sucessão contra um único alvo para garantir o abate do alvo. O M40 também poderia ser usado embarcado na plataforma utilitária M274 4×4, "mula mecânica". Uma versão específica para a montagem T195E5, a M40A1C, foi usada. Foi usado apenas pelo Corpo de Fuzileiros Navais dos EUA. Três barcos de patrulha costeira da classe Panagopoulos foram armados com dois sêxtuplos M40, servindo com a Guarda Costeira Helênica e a Marinha Helênica de 1976-2003 
O M40 foi um item de exportação de muito sucesso e continua a ser usado, por exemplo, pela Coreia do Sul, Equador, Estônia, Grécia, Honduras, Irã, Líbano, Malásia, México, Marrocos, Filipinas, Taiwan, Turquia, Colômbia e Venezuela, bem como por forças antigovernamentais na Guerra Civil da Líbia e na Guerra Civil Síria.

## Produção fora dos EUA

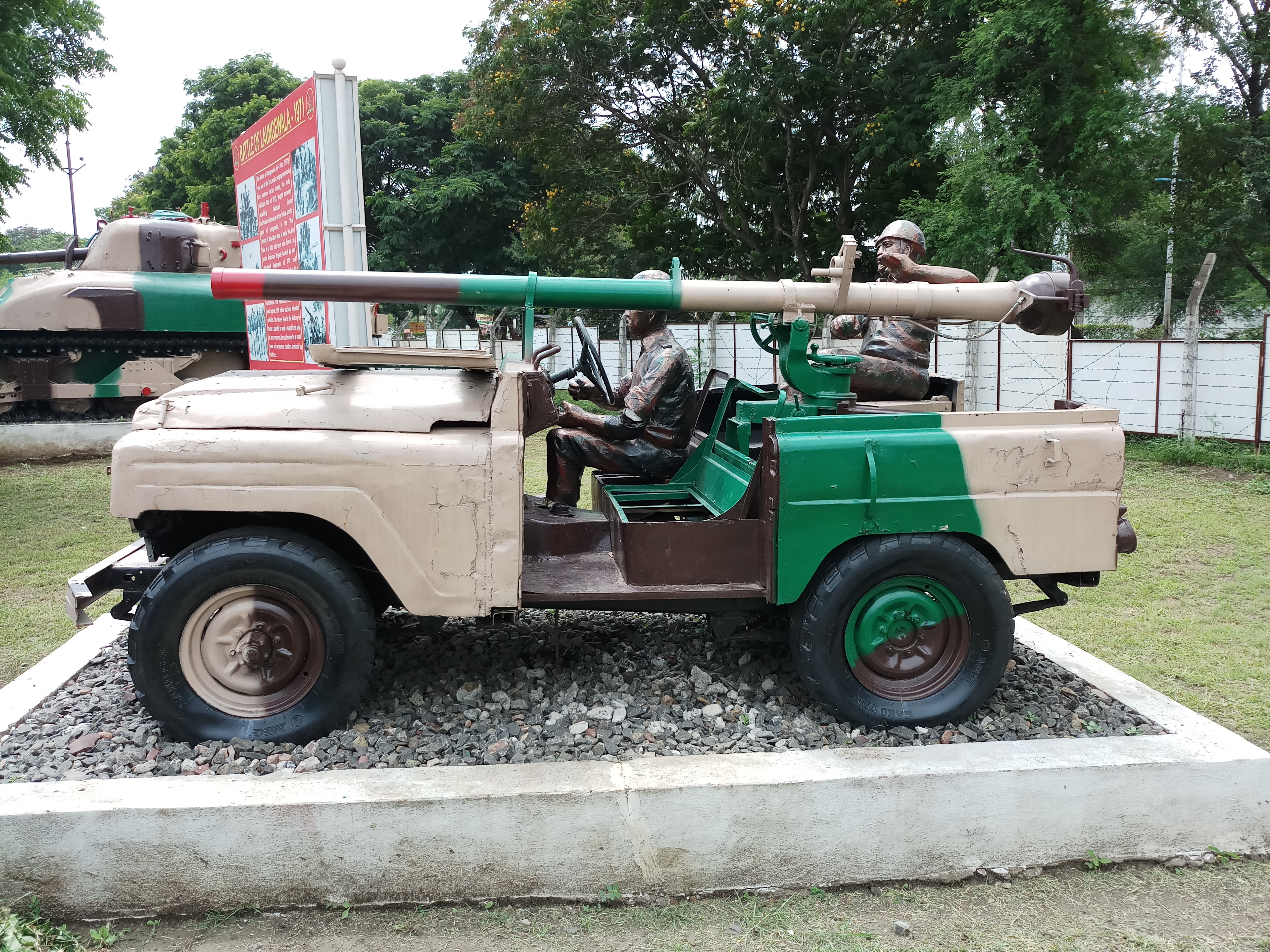
Um Jonga montado com um canhão sem recuo de 105mm, uma combinação que destruiu muitos tanques durante a Guerra Indo-Paquistanesa de 1965 e a Guerra Indo-Paquistanesa de 1971.

| País          | Produtor                                              | Nome local        | Observações                         | Ref.   |
| ------------- | ----------------------------------------------------- | ----------------- | ----------------------------------- | ------ |
| Áustria       | Lohner GmbH                                           | 10,6cm rPAK M40A1 | Carruagem produzida localmente      | [ 6 ]  |
| China         | Norinco                                               | Tipo 75           | Versões rebocadas e autopropulsadas | [ 12 ] |
| Índia         | Conselho da Fábrica de Artilharia                     |                   | Montado em tripés ou em Jongas      | [ 6 ]  |
| Irã           | Organização das Indústrias de Defesa                  |                   |                                     |        |
| Japão         | Japan Steel Works                                     | Tipo 60           |                                     |        |
| Paquistão     | Fábrica de Máquinas-Ferramentas do Paquistão Limitada |                   |                                     | [ 6 ]  |
| Coréia do Sul | Empresa de máquinas-ferramentas Kia                   | KM40A2            |                                     | [ 6 ]  |
| Espanha       | Santa Bárbara Sistemas                                | CSR-106           |                                     |        |

## Munição
A munição para o canhão 105mm era suprida como cartuchos fixos de uma única peça. O termo "fixo" significa que o projétil e o estojo do cartucho são prensados juntos. Isso garante o alinhamento correto do projétil e do estojo do cartucho. Também permite um carregamento mais rápido porque o projétil e o estojo do cartucho são carregados como uma unidade. A extremidade traseira do estojo do cartucho é perfurada, para permitir que o gás propulsor escape pela culatra ventilada, neutralizando assim o recuo. A maioria dos projéteis (exceto HEAT) usados são pré-gravados, ou seja, as faixas rotativas são cortadas para engatar a alma raiada.
Os tipos de munição incluíam HEAT, High Explosive Plastic- Tracer (HEP-T), canistra, High Explosive Anti-Personnel e a munição fictícia M368, que não podia ser disparada e era usada para treinamento. A munição original U.S. HEAT penetrava mais de 400mm de blindagem. Perto do fim da vida útil do M40, tanto a Áustria quanto a Suécia produziram munições HEAT para a arma, capazes de penetrar mais de 700mm de blindagem.
| Produtor           | Nome da munição | Tipo da munição | Peso da munição | Componente   | Peso do componente | Penetração de blindagem | Alcance efetivo | Ref.   |
| ------------------ | --------------- | --------------- | --------------- | ------------ | ------------------ | ----------------------- | --------------- | ------ |
| Estados Unidos     | M494            | APERS-T         | N/A             | N/A          | N/A                | N/A                     | 300m            |        |
| Estados Unidos     | M581            | APERS           | 9,89kg          | Flechettes   | 4,94kg             | N/A                     | 300m            |        |
| Espanha            | M-DN11          | HEAP            | 3,6kg           | Hexógeno     | 0,77kg             | N/A                     | 1.500m          |        |
| Alemanha Ocidental | Diehl 106mm     | Fragmentação    | 8kg             | Bolas de aço | 3,5kg              | N/A                     | N/A             | [ 17 ] |
| França             | NR 160          | HEAT-T          | N/A             | N/A          | N/A                | N/A                     | N/A             |        |
| França             | NR 483          | APERS           | N/A             | Flechettes   | N/A                | N/A                     | N/A             |        |
| França             | NR 601          | HESH-T          | 7,8kg           | Comp. A3     | N/A                | N/A                     | N/A             |        |
| Itália             | PFF             | HE              | 9,89kg          | Comp. B      | N/A                | N/A                     | N/A             |        |
| Estados Unidos     | M346A1          | HEP-T           | 7,96kg          | Comp. A3     | 3,5kg              | N/A                     | N/A             |        |
| Estados Unidos     | M344A1          | HEAT            | 7,96kg          | Comp. B      | 1,27kg             | Acima de 400mm          | 1.350m          |        |
| Paquistão          | M344A1          | HEAT            | 6kg             | N/A          | N/A                | 500mm                   | 2.012m          |        |
| Índio              | ?               | HEAT            | 16,78kg         | N/A          | N/A                | 600mm                   | 1.372m          |        |
| Suécia             | 106 3A          | HEAT-T          | 5,5kg           | Octol        | 1kg                | Acima de 700mm          | 2.000m          |        |
| Áustria            | RAT 700         | HEAT            | 5kg             | N/A          | 1,1kg              | Acima de 700mm          | N/A             | [ 18 ] |
| Áustria            | 3.1 RAT 700     | HEAT-T          | 5,7kg           | Octastit     | 1,1kg              | Acima de 700mm          | N/A             | [ 19 ] |

### Arma de observação
A munição para a arma de observação M8C não é o .50 BMG, mas uma munição 22mm mais curta (12,7x77mm) do que a usada em metralhadoras de calibre .50. A munição de observação foi desenvolvida para replicar a trajetória da munição de 106mm e possui um elemento traçante e um componente incendiário detonador de ponto para criar uma nuvem de fumaça branca no ponto de impacto. Quatro dos seis canhões de 106mm do M50 Ontos montavam armas de observação. Os cartuchos de reconhecimento tinham uma ponta amarela com uma faixa vermelha e os cartuchos de treinamento tinham uma ponta verde.
Embora a arma de observação pudesse ser usado em uma função antipessoal, a doutrina militar histórica americana desencorajava fortemente esse uso, por uma razão puramente tática: esconder o vulnerável M40 e sua tripulação do inimigo até que o canhão principal estivesse pronto para disparar. No entanto, acredita-se que esta restrição seja a fonte de um equívoco de longa data de que as leis da guerra restringem o uso de projéteis de calibre .50 contra pessoal inimigo de forma mais geral.

## Uso civil
No início da década de 1990, o Serviço Florestal dos Estados Unidos (USFS) introduziu o M40 para controle de avalanches, pois os estoques de munição para seus canhões M27 estavam acabando. O M40 foi inicialmente bem-sucedido devido às semelhanças operacionais com o conhecido do M27 e à pronta disponibilidade no exército americano; no entanto, em 1995, um artilheiro do USFS foi morto por estilhaços após uma detonação prematura de uma ogiva de baixo nível dentro de um cano do M40. O acidente foi atribuído a uma pequena rachadura não descoberta na placa de base do projétil. Após esse incidente, a maioria dos M40 do USFS foram rapidamente substituídos por obuseiros excedentes de 105mm, mas alguns foram mantidos em serviço com barreiras de segurança para proteger os artilheiros, que disparavam as armas remotamente. Em dezembro de 2002, dois M40 em Mammoth Mountain foram destruídos por explosões catastróficas com 13 dias de intervalo. Os artilheiros não ficaram feridos, tendo sido protegidos pelas barreiras de segurança, mas os incidentes levaram o USFS a aposentarem todos os M40 restantes em julho de 2003.
Também em meados da década de 1990, a Parks Canada adquiriu quatro canhões M40 para controle de avalanches para substituir as Forças Armadas Canadenses, que usavam obuseiros rebocados de 105mm, em Rogers Pass, na Colúmbia Britânica, na Rodovia Trans-Canadá. Pedestais especiais foram construídos em locais específicos e um sistema pneumático de disparo remoto foi desenvolvido para permitir que os operadores disparassem o canhão sem recuo com segurança em caso de mau funcionamento da munição. Após um período de teste, o plano M40 foi abandonado e as Forças Armadas Canadenses começaram novamente a fornecer obuseiros rebocados de 105mm e militares de artilharia para conduzir o controle de avalanches.

## Usuários
- Angola: used by mercenaries of FNLA on Land Rovers[22] and by UNITA.[23]
- Austrália: replaced the 6-pdr gun from 1961. Remained in service into the 1990s[24] and in limited use in Afghanistan.[25]
- Áustria: Locally produced as 10.6 cm rPAK M40A1[26]
- Bahrein: 25 M40A1s Desde 2016[27]
- Bangladesh: 238 M40A1s Desde 2016[28]
- Bolívia[29]
- Brasil: 194 M40A1s Desde 2016[30]
- Burquina Fasso[31]
- Camboja[32]
- Camarões: 40 M40A2s Desde 2021[33]
- Canadá[34][35]
- República Centro-Africana: 14 Desde 2016[36]
- Chade[37][38]
- Chile: 213 M40A1s Desde 2016[39]
- China: Locally produced as Type 75[40]
- Colômbia: 73 M40A1s Desde 2016[41]
- Comoros
- Predefinição:Country data DR Congo[42]
- Chipre: 144 M40A1s Desde 2016[43]
- Dinamarca:[34][44] remained in limited service in Afghanistan.[25]
- Djibouti: 16 M40A1s Desde 2021[45]
- República Dominicana: 20 M40A1s Desde 2016[46]
- Equador: 24 M40A1s Desde 2016[47]
- Egito
- El Salvador: 20 M40A1s Desde 2016,[48] including some Spanish-made guns[49]
- Estónia:[50] 30 M40A1s Desde 2016[51]
- França[52]
- Gabão[53]
- Guatemala: 56 M40A1s Desde 2016,[54] including some Spanish-made guns[49]
- Grécia: 581 M40A1s Desde 2016[55]
- Haiti[56]
- [[File:|22x20px|border |alt=|link=]] Honduras: 50 M40A1s Desde 2016,[57] including some Spanish-made guns[49]
- Índia: M40A1C locally produced.[58] More than 3,000 in service Desde 2016[59]
- Indonésia[60]
- Irã: Locally produced.[61] ~200 M40s in service[62]
- Iraque
  - Predefinição:KUR[63]
- Predefinição:Country data Islamic State[64]
- Israel[65][66]
- Itália[34][67]
- Costa do Marfim: ~12 M40A1s Desde 2016[68]
- Japão:[69] Locally produced by Japan Steel Works as Type 60
- Jordânia[70]
- Laos[71]
- Líbano: 113 M40A1s Desde 2016[72]
  -  Lebanese Forces[73]
- Lesoto: 6 M40s Desde 2021[74]
- Liberia[75]
- Líbia: American, Chinese and Iranian variants[76]
- Luxemburgo[34][77]
- Madagascar[78]
- Malásia: 24 M40s Desde 2016[79]
- Mauritânia: ~90 M40A1s Desde 2016[80]
- México[81] - including some Spanish-made guns[49]
- Marrocos: 350 M40A1s Desde 2016[82]
- Myanmar: more than 1,000 M40A1 RCLs in service Desde 2016,[83] including Spain made CSR-106s and Pakistani-made M40A1s.[84] used for bunker busting and anti-personnel/infantry support role in counter-insurgency campaigns.
- Netherlands[34]
- Nova Zelândia[85]
- Nicarágua
- Níger: 8 M40s Desde 2016[86]
- Nigéria[87]
- Noruega[34][88] - Identified as 106mm Rekylfri Kanon M40[89]
- Paquistão: Locally produced.[84] Still in service Desde 2020[90]
- Peru[91]
- Filipinas[92]
- Portugal: 45 M40A1s Desde 2016[93]
- Predefinição:Country data Rhodesia
- Arábia Saudita[94]
- Singapura: 90 M40A1s Desde 2016[95]
- Somália Transferred from Yemen[96]
- África do Sul: South African National Defence Force.[97][98]
- Coreia do Sul: Locally produced.[61] Still in service in 2016.[99]
- Vietname[100]
- Espanha: Locally produced by Santa Bárbara Sistemas[49] as CSR-106[101]
- Sri Lanka: ~30 Desde 2016[102]
- Sudão: 40 M40A1s Desde 2016.[103] Also used some Chinese Type 75s, some being captured by the Sudan People's Liberation Army[104]
- Suriname[105][106]
- Suíça:[107] In the period 1958–1990, the antitank companies of the Swiss Army Infantry Regiments were equipped with 12 M40 guns.
- Síria: used by the Free Syrian Army[25] and Syrian Army.[108]
- Taiwan[109]
- Tailândia: 150 M40s Desde 2016[110]
- Tunísia[111]
- Turquia: 2,329 M40A1s Desde 2016[112]
- Uruguai: 69 M40A1s Desde 2016[113]
- Emirados Árabes Unidos: 12 M40s Desde 2016[114]
- Reino Unido: used by Airborne Forces from 1956 until the mid 1960s. Credited with the destruction of an Egyptian SU100 during the Suez Crisis[115]
- Estados Unidos[116]
- Venezuela: 175 M40A1s Desde 2016[117]
- Iémen[118]
- Zimbabwe[119]

## Galeria

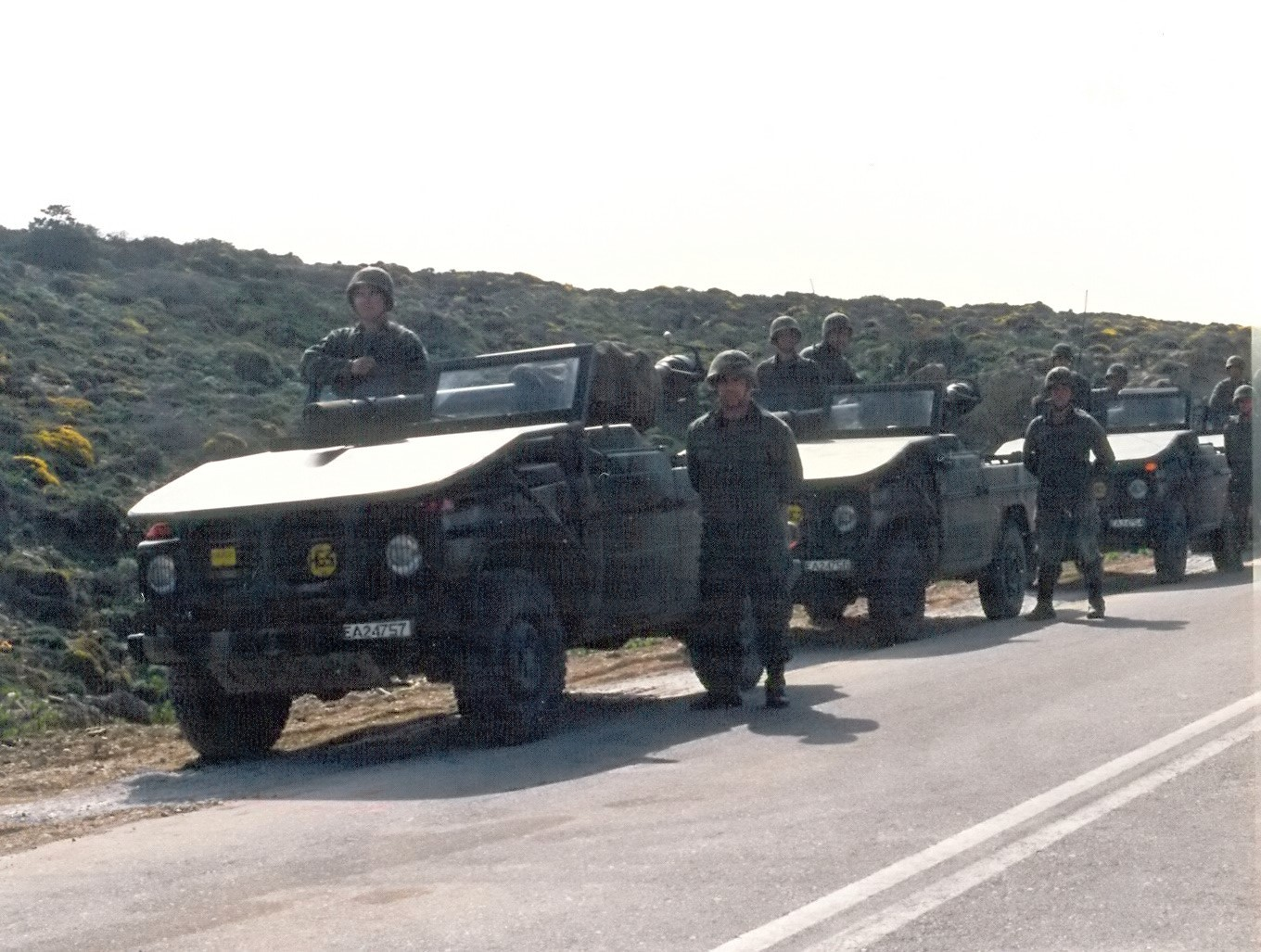
Transportador grego Mercedes 240G de M40. Observe a proteção metálica para proteger o motor do tiro.
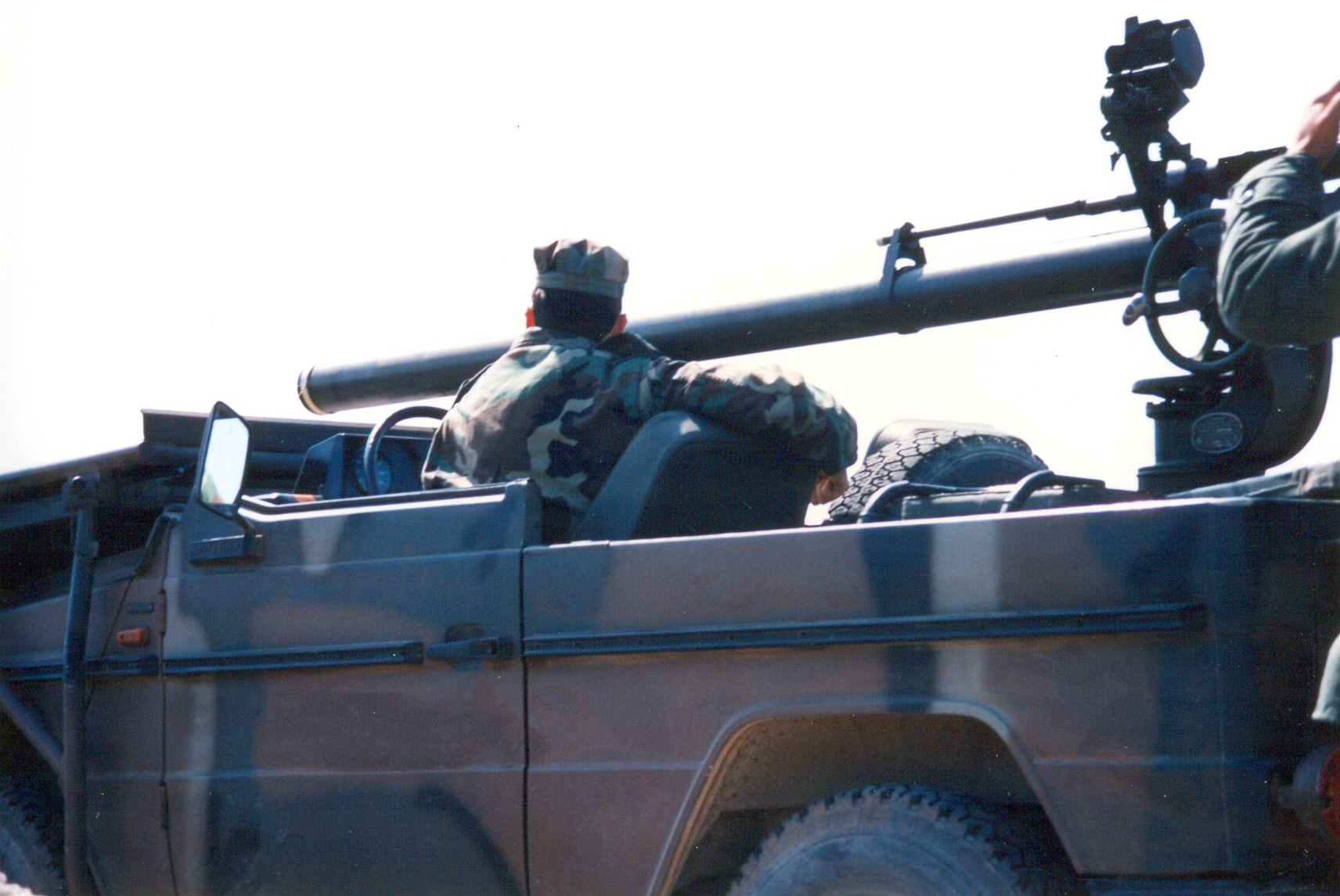
Disparando o M40 de um Mercedes 240G.
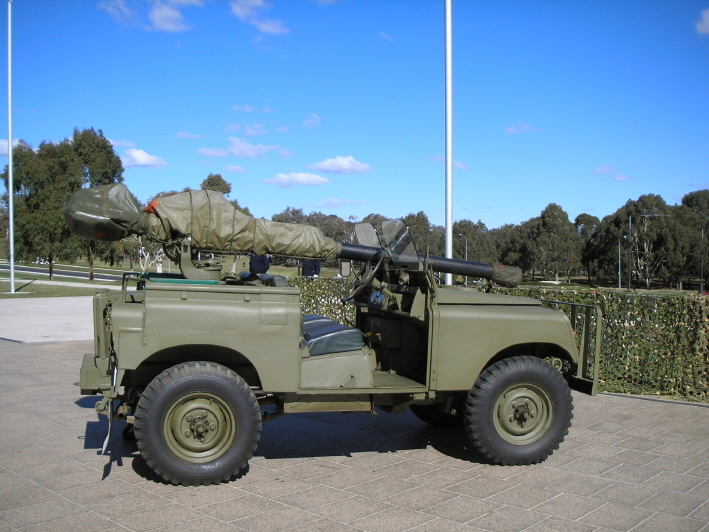
Um antigo canhão sem recuo M40 do Exército Australiano montado em um Land Rover em exposição no terreno do Memorial de Guerra Australiano.
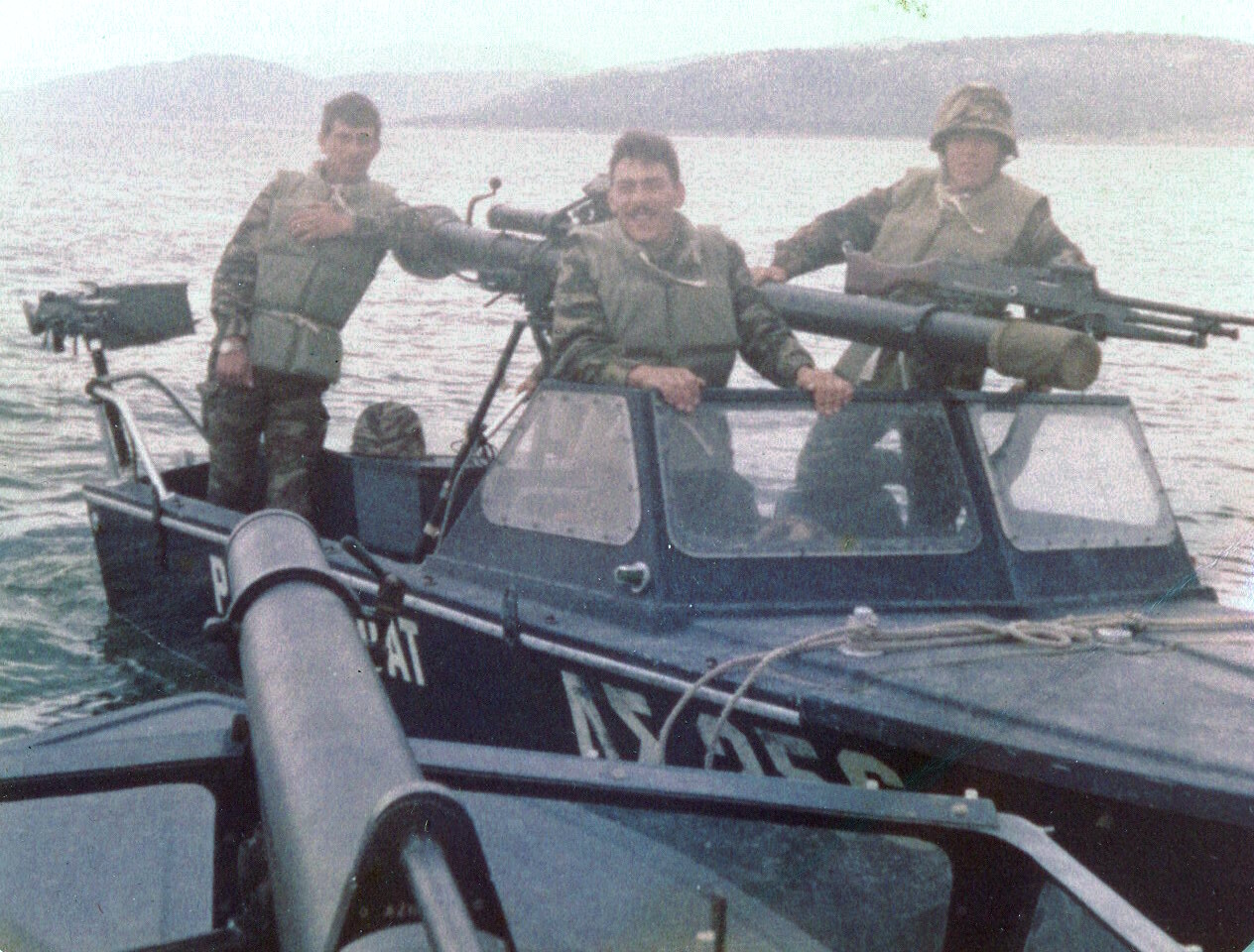
Um uso bastante incomum do M40 em um barco de patrulha rápido grego, por volta de 1982
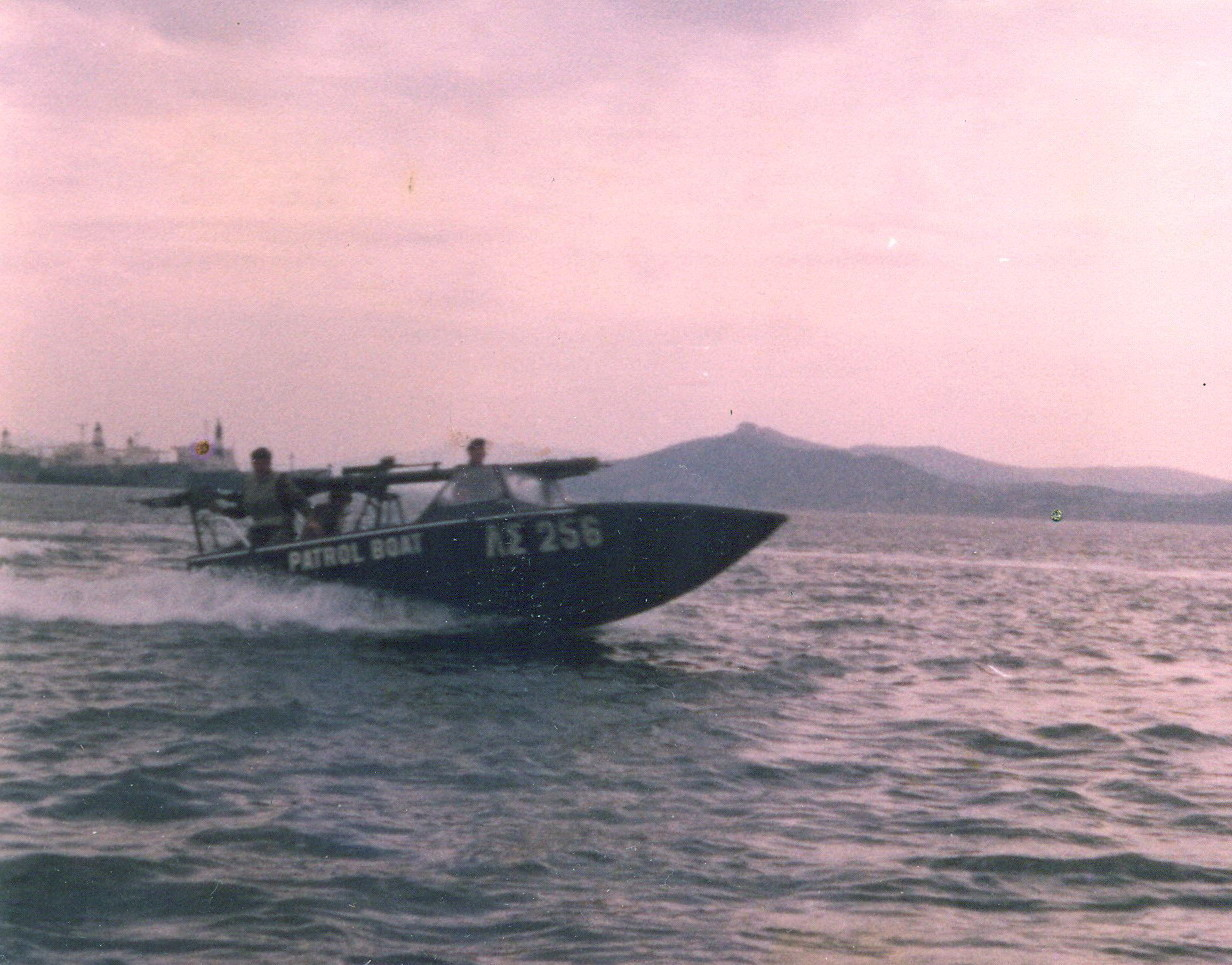
O mesmo barco de patrulha rápido grego.
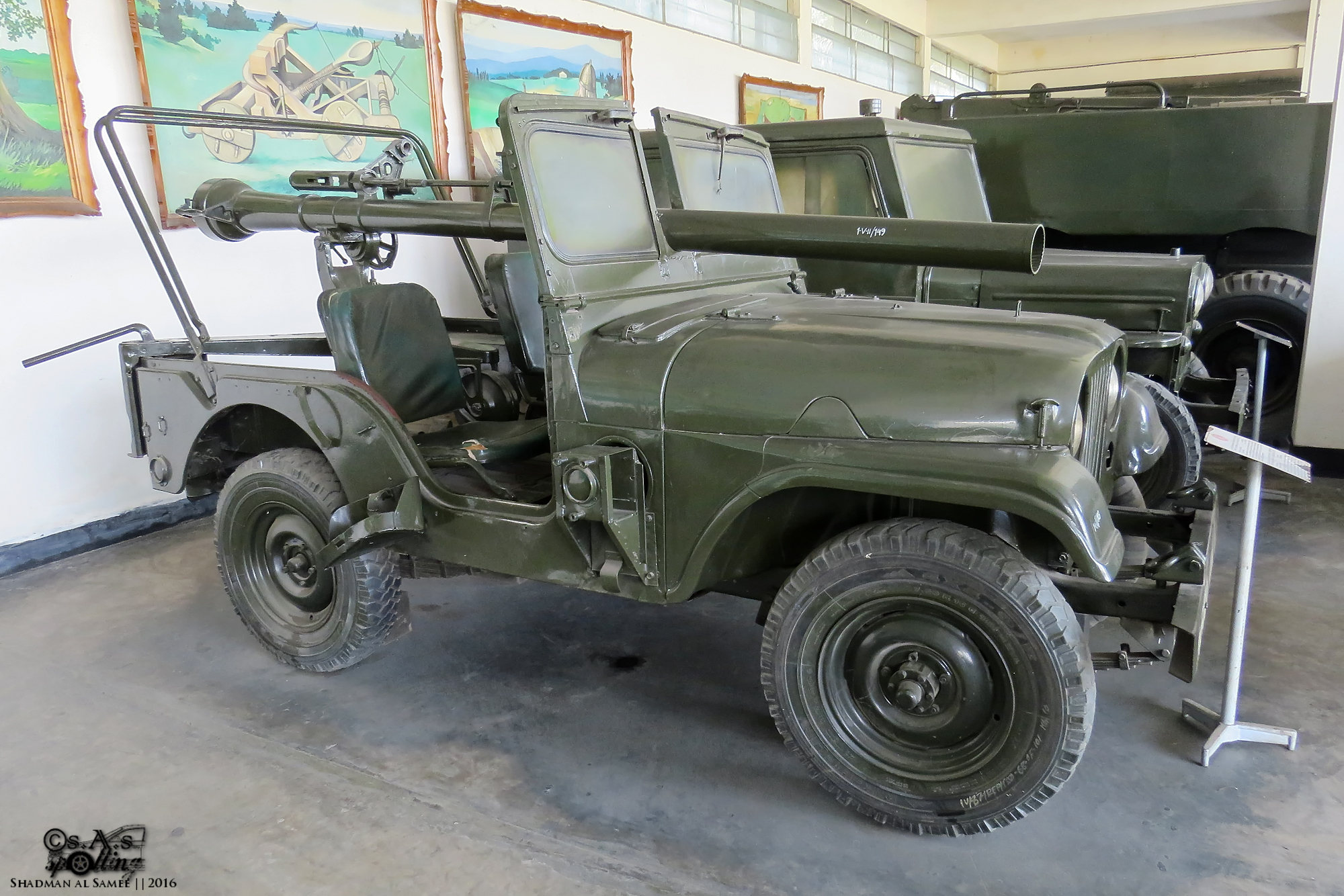
Um canhão sem recuo M40 do Exército do Paquistão, capturado do exército paquistanês na guerra de 1971, montado em um Jeep Willys M38A1 em exposição no Museu Militar de Bangladesh.
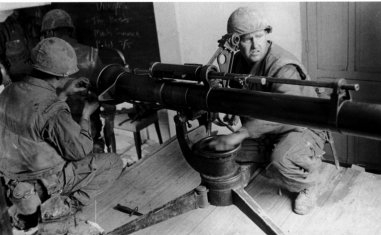
Fuzileiros navais dos EUA operando um M40 durante a Batalha de Huế na Guerra do Vietnã.
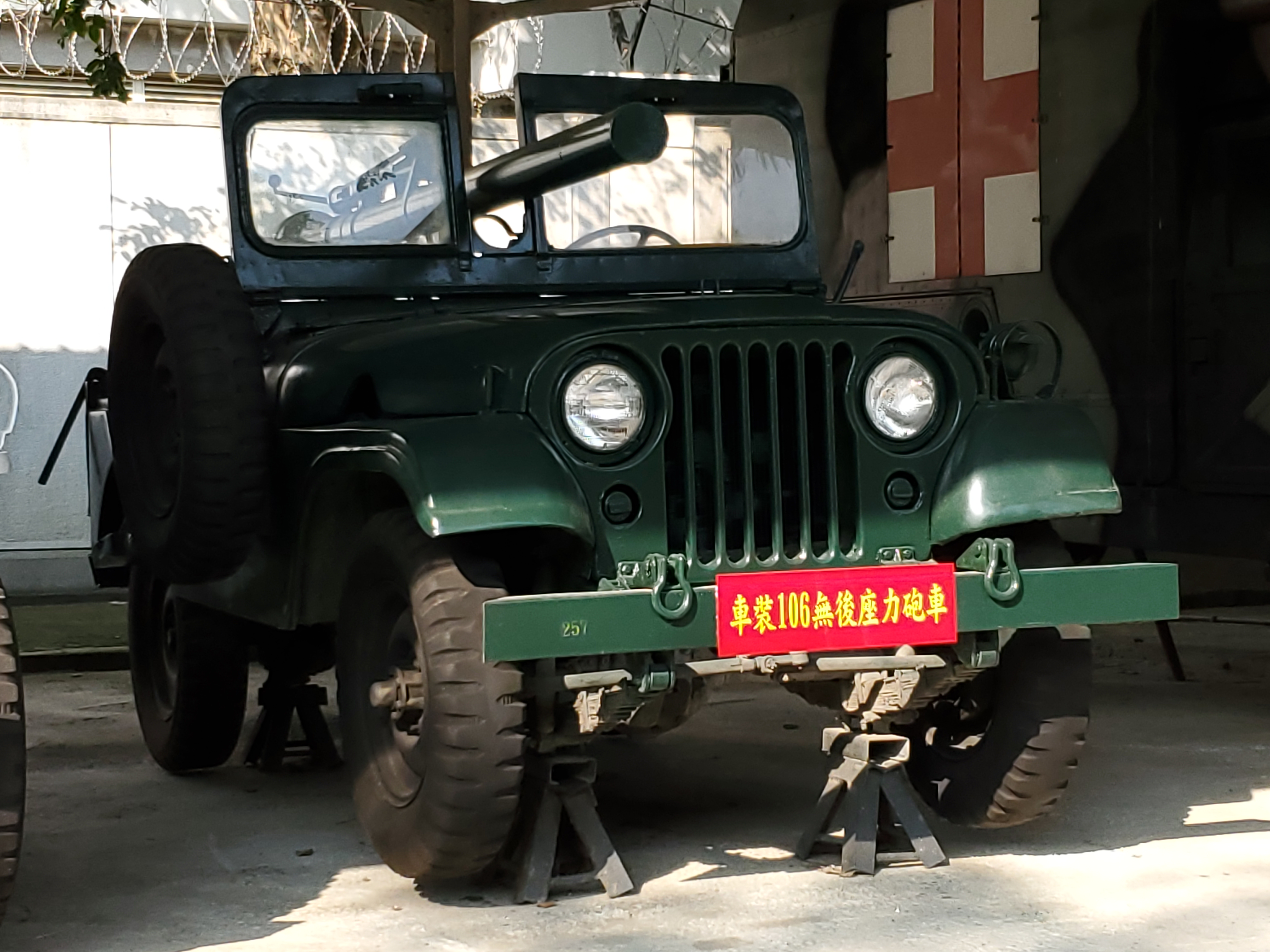
Willys M38A1C equipado com canhão sem recuo M40, usado pelo Corpo de Fuzileiros Navais da República da China.